# 玛尼巴达喇
玛尼巴达喇（18世纪—1832年），博尔济吉特氏，卓索圖盟土默特右翼旗（今遼寧省西部一帶）人，郡王衔贝勒品級、清代蒙古王公、额驸。

## 生平
清嘉庆四年（1799年），袭封扎萨克贝子（土默特右翼旗）。嘉庆七年（1802年）十一月，娶嘉庆帝第四女庄静固伦公主，为额驸，赐紫缰。嘉庆十四年（1809年）正月，赏用黄缰。历任前锋统领，正紅旗蒙古都统。道光五年（1825年）授御前大臣，八年（1828年）加郡王衔，赐四团龙补服。十一年（1831年）封贝勒。十二年（1832年）十一月初九，逝世。其曾孙为棍布札布。